# عمر محمود محمد
عمر محمود محمد (فِنش) (بالصومالية: Cumar Maxamuud Maxamed)‏ سياسي صومالي شغل منصب عمدة العاصمة الصومالية مقديشو وحاكم محافظة بنادر، في الفترة ما بين 22 أغسطس 2019 و7 سبتمبر 2022، في فترة الرئيس الصومالي محمد عبد الله فرماجو  وخلفه بعد استقالته يوسف حسين جمعالي الذي عينه الرئيس حسن شيخ محمود

## التحالف الوطني الصومالي
قاد عمر حركة منشقة عن التحالف الوطني الصومالي خلال الحرب الأهلية الصومالية، كما انشق عن مليشات قادها موسى سودي يلحو، بعد خلاف بينهما على السيطرة على مقديشو. 

## التحالف من أجل استعادة السلام ومكافحة الإرهاب
في أوائل عام 2006، انضم إلى التحالف من أجل استعادة السلام ومكافحة الإرهاب (ARPCT) الذي دعمته وكالة المخابرات المركزية للقتال ضد اتحاد المحاكم الإسلامية (ICU)، وهُزمت قواته على يد المحاكم الإسلامية في معركة مقديشو الثانية وسلم أصوله العسكرية للجماعة الإسلامية بعد بعض المفاوضات. 

## الحكومة الاتحادية الانتقالية
بعد إنشاء حكومة فيدرالية انتقالية للصومال عام 2004 انتُخب عضوا في البرلمان الاتحادي الانتقالي من بين 275 عضوًا في المجلس تم اختيارهم في 29 أغسطس 2004 وشغل المنصب حتى عام 2009. 
بعد هزيمة اتحاد المحاكم الإسلامية على يد تحالف الحكومة الفيدرالية الانتقالية وولايتي بونتلاند وغلمدغ المتمتعتين بالحكم الذاتي والعديد من قادة المليشيات القبلية، بمساندة من القوات المسلحة الإثيوبية، عاد عمر فنش إلى العاصمة الصومالية مقديشو، وشهد اتفاقا جرى في فيلا الصومال بين أمراء الحرب والحكومة الاتحادية الانتقالية الصومالية لنزع سلاح المليشيات وتوجيه الأعضاء للانضمام إلى الجيش الوطني والشرطة وذلك في 12 يناير 2007.